# Mir (Wit-Rusland)
Mir (Wit-Russisch: Мір) is een plaats in de oblast Grodno in Wit-Rusland. Mir had in 2005 2500 inwoners. In Mir ligt het gelijknamige kasteel dat op de werelderfgoedlijst van UNESCO staat. Voor de Tweede Wereldoorlog had Mir een bloeiende Joodse gemeenschap. Mir was een sjtetl en telde zeven synagogen.

## Geboren in Mir
- Zalman Shazar (1889-1974), president van Israël